# Пашкеєво
Пашкеєво (рос. Пакшеево) — присілок Бокситогорського району Ленінградської області Росії. Входить до складу Самойловського сільського поселення.
Населення — 7 осіб (2003 рік). 